# 丸谷嘉彦
丸谷 嘉彦（まるたに よしひこ、1947年2月22日 - ）は、毎日放送 (MBS) の元プロデューサー。 大阪府出身。横浜市戸塚区在住（自身のXより）。

## 来歴・人物
1970年に関西学院大学社会学部卒業後、毎日放送に入社。1972年、東京支社へ異動し、テレビ編成部・テレビ制作部・テレビ営業部・ラジオ編成制作部長などを歴任した。
その後は同局制作の多くのテレビアニメ、テレビドラマ、ドキュメンタリーを担当し、代表作には『銀河漂流バイファム』シリーズ、平成『ウルトラマン』シリーズ（4作品)、『ゾイド -ZOIDS-』、『ゾイド新世紀スラッシュゼロ』などがある。
同局のアニメ担当プロデューサーである竹田青滋や丸山博雄は、彼の後輩プロデューサーである。また、同局の補佐プロデューサーだった諸冨洋史と宣伝広報の安藤ひと実は彼の部下だった。
2007年2月5日に企画で関わった平成ウルトラマンの出演者、スタッフと送別会をし、その直後に毎日放送を定年退職した。
現在はフリープロデューサーとして活躍中である。

## 秘話
- 1998年1月28日に仮面ライダーシリーズの原作者・石ノ森章太郎が死去した。その数週間後、石森プロの関係者、東映の鈴木武幸、脚本家の井上敏樹、MBSの丸谷の四者により、『仮面ライダーガイア』（『仮面ライダークウガ』の没企画）の名前で原点回復を目指し、改造人間ではない「仮面ライダー」の新作が企画された。
- この新仮面ライダーは1998年秋に『超光戦士シャンゼリオン』のスタッフが再集結する形で『ウルトラマンダイナ』の後番組として土曜夕方6時枠での放送を目指していた。しかし、円谷プロとバンダイも既に「ガイア」の名称を用いた『ウルトラマンガイア』を企画しており、結局はそちらの製作が決定した事により、毎日放送・TBS系での仮面ライダーの放送は実質不可能になった。その後、一部手直しの上企画された『仮面ライダークウガ』を『仮面ライダーアマゾン』までネット受けしていたテレビ朝日が引き受け[1]、以後『仮面ライダーシリーズ』として継続されている[2]。

## 担当作品

### 土曜夕方6時枠（土6）作品
- ウルトラマンティガ（企画）
- ウルトラマンダイナ（企画）
- ウルトラマンガイア（企画）
- ゾイド -ZOIDS-（企画）
- ゾイド新世紀スラッシュゼロ（企画）
- ウルトラマンコスモス（企画・プロデューサー）※27話からはプロデューサーも兼務

### その他
- エースをねらえ!（プロデューサー）※クレジット無し
- ジムボタン（プロデューサー）※クレジット無し
- わんぱく大昔クムクム（プロデューサー）※クレジット無し
- 昆虫物語 新みなしごハッチ（プロデューサー）
- まんが日本昔ばなし（プロデューサー）
- 銀河漂流バイファム（プロデューサー）
- フォーチュンクエストL（プロデューサー）
- 銀河漂流バイファム13（プロデューサー）
- マイアミ☆ガンズ（企画）
- まんが日本昔ばなし（デジタルリマスター版）（プロデューサー他）

### テレビドラマ
- サスペンスシリーズ
  - 怪談・同棲殺人事件（プロデューサー）※クレジット無し
  - 同棲殺人・おとし穴（プロデューサー）※クレジット無し
  - 人妻恐怖・地獄道路（プロデューサー）※クレジット無し
  - 怨霊・呪いの花嫁（プロデューサー）※クレジット無し
  - 現代鬼婆考・殺愛（プロデューサー）※クレジット無し
- 幡随院長兵衛お待ちなせえ（プロデューサー）クレジット無し
- 隠し目付参上（プロデューサー）※クレジット無し
- 江戸特捜指令（プロデューサー）※クレジット無し
- 犬神家の一族（プロデューサー）※クレジット無し
- 本陣殺人事件（プロデューサー）※クレジット無し
- 三つ首塔（プロデューサー）※クレジット無し
- 悪魔が来りて笛を吹く（プロデューサー）※クレジット無し
- 獄門島（プロデューサー）※クレジット無し
- 悪魔の手毬唄（プロデューサー）※クレジット無し
- 腐蝕の構造（プロデューサー）※クレジット無し
- 暗黒流砂（プロデューサー）※クレジット無し
- 人間の証明（プロデューサー）※クレジット無し
- 八つ墓村（プロデューサー）※クレジット無し
- 真珠郎（プロデューサー）※クレジット無し
- 仮面舞踏会（プロデューサー）※クレジット無し
- 幸福の断章（プロデューサー）※クレジット無し
- 不死鳥（プロデューサー）※クレジット無し
- 夜歩く（プロデューサー）※クレジット無し
- 女王蜂（プロデューサー）※クレジット無し
- 黒猫亭事件（プロデューサー）※クレジット無し
- 仮面劇場（プロデューサー）※クレジット無し
- 迷路荘の惨劇（プロデューサー）※クレジット無し
- いま暁の鐘が（プロデューサー）
- 青春の証明（プロデューサー）
- 野性の証明（プロデューサー）
- 不毛地帯（プロデューサー）
- 検事霧島三郎（プロデューサー）
- 白昼の死角（プロデューサー）
- 未亡人（プロデューサー）
- 雪姫隠密道中記（担当・制作担当）
- 氷点（プロデューサー）
- うわさの淑女（プロデューサー）
- 公孫樹の下で（プロデューサー）
- 燃える女（プロデューサー）
- ガラスの知恵の輪（制作補佐）
- くるわ・双六・京おんな（プロデューサー）
- 女の嵐（プロデューサー）
- 嫁姑五日間戦争（プロデューサー）
- ビーナスハイツ（プロデューサー）
- 命の旅路（プロデューサー）
- 泣きたい夜もある（プロデューサー）
- デザートはあなた（プロデューサー）
- 女×5＜＝あいつ（企画）
- 卒業・II（企画）
- 結婚したい男（企画）
- 恋するシティボーイ（プロデューサー）
- プロポーズ記念日（企画）
- 港町の紙飛行機（企画）
- 彼女が最高!!（企画）
- 私の恋は売約済み（企画）
- そっとさよなら（企画）
- 遠距離恋愛白書（企画）
- 再会（企画）
- 溺れてみたい（企画）

### 劇場版アニメ・特撮
- ウルトラマンティガ&ウルトラマンダイナ 光の星の戦士たち（プロデューサー）
- ウルトラマンティガ・ウルトラマンダイナ&ウルトラマンガイア 超時空の大決戦（プロデューサー）
- ウルトラマンM78劇場 Love & Peace（プロデューサー）
- ウルトラマンティガ THE FINAL ODYSSEY（プロデューサー）
- ウルトラマンコスモス THE FIRST CONTACT（プロデューサー）
- ウルトラマンコスモス2 THE BLUE PLANET（プロデューサー）
- ウルトラマンコスモス2 THE BLUE PLANET ムサシ(13才)少年編（プロデューサー）
- ウルトラマンコスモスVSウルトラマンジャスティス THE FINAL BATTLE（プロデューサー）

### その他担当番組
- 世界まるごとHOWマッチ（制作担当）
- 地球ZIG ZAG（プロデューサー）
- 石坂・森口のくっきん夫婦（プロデューサー）